# Seututie 512
Pour les articles homonymes, voir Route 512.
La route régionale 512 (finnois : Seututie 512) est une route régionale allant de Kovero à Joensuu jusqu'à Eno  à Joensuu en Finlande,,.

## Présentation
La seututie 512 est une route régionale de Carélie du Nord.

## Parcours
- Joensuu
  - Kovero
  - Aittovaara
  - Pirttivaara
  - Canal de Saapaskoski
  - Eno